# 半ノルム

絶対差函数 p(x, y) = |x − y| は平面 R2 の半ノルムになる

数学の特に線型代数学および函数解析学における半ノルム（はんのるむ、英: seminorm, semi-norm; セミノルム）は、ベクトル空間上で定義される絶対斉次劣加法的函数で、正定値と制約しないことによるノルムの一般化である。
半ノルムの値は非負かつ符号反転に関して対称であり、函数として 劣線型かつ凸である。
各半ノルムには、適当な剰余類をとる商構成に誘導されるノルムが付随する。半ノルムからなる族を用いて、局所凸線型空間を定義することができる。

## 定義
ノルム体 K（ふつうは実数体 R または複素数体 C）上のベクトル空間 V に対し、V 上の半ノルムとは、写像 p: V → R+
0  で絶対斉次性および劣加法性を持つものを言う。式で書けば、x, y ∈ V および λ ∈ K を任意として
絶対斉次性
{\displaystyle p(\lambda x)=|\lambda |\,p(x)}
劣加法性
{\displaystyle p(x+y)\leq p(x)+p(y)}
が成り立つ。ただし、|•| は係数体の絶対値である。半ノルム p を備えたベクトル空間 V は半ノルム空間 (V, p) と呼ぶ。

## 例
- 任意のノルムは、半ノルムである。
- 各ベクトルを全て零ベクトルに写す零函数 p(v) ≡ 0 は半ノルムである。
- 実または複素数値線型函数の絶対値は半ノルムである。
- 任意の正定値実対称双線型形式（または複素半双線型形式）(•, •) が誘導する p(x) = √(x, x) は半ノルムである。
- 位相空間 X とそのコンパクト部分集合 K ⊂ X に対し、pK(f) ≔ supx∈K |f(x)| と置けば連続函数 X → C 全体の成す空間上の半ノルムが定まる。ここで、函数の値をコンパクト集合上でしかとっていないから、右辺の上限は存在して有限となることに注意せよ。
- 線型空間の併呑かつ絶対凸な部分集合 U に対するミンコフスキー汎函数も半ノルムの例である。
- ノルム空間 X の連続的双対 X* において px(φ) ≔ |φ(x)| (x ∈ X, φ ∈ X*) と置けば、X* 上の半ノルム px が定まる。
- 連続線型写像の空間 L(X, Y) には、px(T) ≔ |Tx| (x ∈ X) および px,ψ(T) ≔ |ψ(Tx)| (x ∈ X, ψ ∈ Y*) が半ノルムとして定義できる。

## 性質
定義から、絶対斉次性の式で λ = 0 とおくことにより、直ちに p(0) = 0, すなわち零ベクトルの半ノルムが零であることが従う。しかしノルムの場合と対照的に、非零ベクトル x ≠ 0 も半ノルムが p(x) = 0 となることが起きうる。
劣加法性（三角不等式とも呼ばれる）において y = −x と置けば、絶対斉次性によって
半正定値性
{\displaystyle p(x)\geq 0\quad (\forall x\in V)}
が従う。また λ = −1 を考えることで、
反転対称性
{\displaystyle p(x)=p(-x)\quad (\forall x\in V)}
が分かる。
また、三角不等式を x − y + y に適用して
逆向き三角不等式
{\displaystyle |p(x)-p(y)|\leq p(x-y)}
の成立も確かめられる。
さらに、半ノルムが劣線型となることは、絶対連続性が正斉次性を導くことから従い、半ノルムの凸性も
{\displaystyle p(tx+(1-t)y)\leq p(tx)+p((1-t)y)=tp(x)+(1-t)p(y)\qquad (0\leq t\leq 1)}
と確かめられる。逆に、絶対斉次凸函数は劣線型であり、したがって半ノルムになる（それを確かめるには、凸性を表す式で t = 1/2 と置いて全体を 2 倍すればよい）。

## 商ノルム空間
絶対斉次性と劣加法性から、半ノルム 0のベクトル全体の成す集合
{\displaystyle Z=\{x\in V:p(x)=0\}}
が V の部分線型空間となることが従う。ここで V 上の同値関係 ∼ が
{\displaystyle x\sim y{\stackrel {\text{def}}{{}\iff {}}}x-y\in Z}
によって定まる。この同値関係に関する同値類全体の成す集合  は、線型空間として商線型空間 V/Z であり、半ノルム p に関してノルム空間となる。これを V の半ノルム p による商ノルム空間と言う。
このような構成は、例えばLp-空間の定義に用いられる。

## 半ノルム族
函数解析学の分野において局所凸線型空間は、半ノルムの族 (pi)i∈I によってしばしば定義される。これによりもとの線型空間 V に位相が入り、V は位相線型空間となる。
そのためにまず、部分集合 U ⊂ V が開であるとは、適当な x ∈ U に対し、ε > 0 と有限個の添字 i1, …, ir が存在して、任意の y ∈ V に対して
{\displaystyle p_{i_{j}}(y)<\varepsilon ,\,j=1,\ldots ,r\implies x+y\in U}
となるときに言うと定める。
この文脈において、特定の分離性条件を満足する半ノルム族が特に注目される。半ノルム族 (pi)i∈I が分離的 (separated) あるいは完全 (total) であるとは、各 x ∈ V ∖ {0} に対し、少なくとも一つの半ノルム pi が存在して pi(x) ≠ 0 となるときに言う。線型空間 V が先に述べた半ノルム族の定める位相に関してハウスドルフ（分離的）となるのは、ちょうど半ノルム族が分離的となるときである。そのような位相線型空間は局所凸空間と呼ばれる

## 注